# Минунгу, Жоржи
Жоржи́ Минунгу́ (фр. Georgi Minoungou; род. 25 июля 2002) — ивуарийский футболист, вингер клуба «Сиэтл Саундерс».

## Клубная карьера
Минунгу начал профессиональную карьеру в чешском клубе «Вишков». В 2021 году игрок был включён в заявку на сезон. В 2022 году Мингуну перешёл в американский «Сиэтл Саундерс». 25 апреля в матче против дублёров «Сан-Хосе Эртквейкс» Жоржи дебютировал за дублирующий состав в MLS Next Pro. 11 мая 2023 года в поединке Открытого кубка США против «Лос-Анджелес Гэлакси» игрок дебютировал за основной состав. 6 мая 2024 года в матче против «Лос-Анджелес Гэлакси» он дебютировал в MLS. 3 октября в поединке против «Ванкувер Уайткэпс» Жоржи забил свой первый гол за «Сиэтл Саундерс».